# Rocadă
|   | a                                             | b                                             | c                                             | d                                             | e                                             | f                                             | g                                             | h                                             |   |
| 8 | a8 black rook · e8 black king · h8 black rook | a8 black rook · e8 black king · h8 black rook | a8 black rook · e8 black king · h8 black rook | a8 black rook · e8 black king · h8 black rook | a8 black rook · e8 black king · h8 black rook | a8 black rook · e8 black king · h8 black rook | a8 black rook · e8 black king · h8 black rook | a8 black rook · e8 black king · h8 black rook | 8 |
| 7 | a8 black rook · e8 black king · h8 black rook | a8 black rook · e8 black king · h8 black rook | a8 black rook · e8 black king · h8 black rook | a8 black rook · e8 black king · h8 black rook | a8 black rook · e8 black king · h8 black rook | a8 black rook · e8 black king · h8 black rook | a8 black rook · e8 black king · h8 black rook | a8 black rook · e8 black king · h8 black rook | 7 |
| 6 | a8 black rook · e8 black king · h8 black rook | a8 black rook · e8 black king · h8 black rook | a8 black rook · e8 black king · h8 black rook | a8 black rook · e8 black king · h8 black rook | a8 black rook · e8 black king · h8 black rook | a8 black rook · e8 black king · h8 black rook | a8 black rook · e8 black king · h8 black rook | a8 black rook · e8 black king · h8 black rook | 6 |
| 5 | a8 black rook · e8 black king · h8 black rook | a8 black rook · e8 black king · h8 black rook | a8 black rook · e8 black king · h8 black rook | a8 black rook · e8 black king · h8 black rook | a8 black rook · e8 black king · h8 black rook | a8 black rook · e8 black king · h8 black rook | a8 black rook · e8 black king · h8 black rook | a8 black rook · e8 black king · h8 black rook | 5 |
| 4 | a8 black rook · e8 black king · h8 black rook | a8 black rook · e8 black king · h8 black rook | a8 black rook · e8 black king · h8 black rook | a8 black rook · e8 black king · h8 black rook | a8 black rook · e8 black king · h8 black rook | a8 black rook · e8 black king · h8 black rook | a8 black rook · e8 black king · h8 black rook | a8 black rook · e8 black king · h8 black rook | 4 |
| 3 | a8 black rook · e8 black king · h8 black rook | a8 black rook · e8 black king · h8 black rook | a8 black rook · e8 black king · h8 black rook | a8 black rook · e8 black king · h8 black rook | a8 black rook · e8 black king · h8 black rook | a8 black rook · e8 black king · h8 black rook | a8 black rook · e8 black king · h8 black rook | a8 black rook · e8 black king · h8 black rook | 3 |
| 2 | a8 black rook · e8 black king · h8 black rook | a8 black rook · e8 black king · h8 black rook | a8 black rook · e8 black king · h8 black rook | a8 black rook · e8 black king · h8 black rook | a8 black rook · e8 black king · h8 black rook | a8 black rook · e8 black king · h8 black rook | a8 black rook · e8 black king · h8 black rook | a8 black rook · e8 black king · h8 black rook | 2 |
| 1 | a8 black rook · e8 black king · h8 black rook | a8 black rook · e8 black king · h8 black rook | a8 black rook · e8 black king · h8 black rook | a8 black rook · e8 black king · h8 black rook | a8 black rook · e8 black king · h8 black rook | a8 black rook · e8 black king · h8 black rook | a8 black rook · e8 black king · h8 black rook | a8 black rook · e8 black king · h8 black rook | 1 |
|   | a                                             | b                                             | c                                             | d                                             | e                                             | f                                             | g                                             | h                                             |   |

|   | a                                             | b                                             | c                                             | d                                             | e                                             | f                                             | g                                             | h                                             |   |
| 8 | a8 black rook · f8 black rook · g8 black king | a8 black rook · f8 black rook · g8 black king | a8 black rook · f8 black rook · g8 black king | a8 black rook · f8 black rook · g8 black king | a8 black rook · f8 black rook · g8 black king | a8 black rook · f8 black rook · g8 black king | a8 black rook · f8 black rook · g8 black king | a8 black rook · f8 black rook · g8 black king | 8 |
| 7 | a8 black rook · f8 black rook · g8 black king | a8 black rook · f8 black rook · g8 black king | a8 black rook · f8 black rook · g8 black king | a8 black rook · f8 black rook · g8 black king | a8 black rook · f8 black rook · g8 black king | a8 black rook · f8 black rook · g8 black king | a8 black rook · f8 black rook · g8 black king | a8 black rook · f8 black rook · g8 black king | 7 |
| 6 | a8 black rook · f8 black rook · g8 black king | a8 black rook · f8 black rook · g8 black king | a8 black rook · f8 black rook · g8 black king | a8 black rook · f8 black rook · g8 black king | a8 black rook · f8 black rook · g8 black king | a8 black rook · f8 black rook · g8 black king | a8 black rook · f8 black rook · g8 black king | a8 black rook · f8 black rook · g8 black king | 6 |
| 5 | a8 black rook · f8 black rook · g8 black king | a8 black rook · f8 black rook · g8 black king | a8 black rook · f8 black rook · g8 black king | a8 black rook · f8 black rook · g8 black king | a8 black rook · f8 black rook · g8 black king | a8 black rook · f8 black rook · g8 black king | a8 black rook · f8 black rook · g8 black king | a8 black rook · f8 black rook · g8 black king | 5 |
| 4 | a8 black rook · f8 black rook · g8 black king | a8 black rook · f8 black rook · g8 black king | a8 black rook · f8 black rook · g8 black king | a8 black rook · f8 black rook · g8 black king | a8 black rook · f8 black rook · g8 black king | a8 black rook · f8 black rook · g8 black king | a8 black rook · f8 black rook · g8 black king | a8 black rook · f8 black rook · g8 black king | 4 |
| 3 | a8 black rook · f8 black rook · g8 black king | a8 black rook · f8 black rook · g8 black king | a8 black rook · f8 black rook · g8 black king | a8 black rook · f8 black rook · g8 black king | a8 black rook · f8 black rook · g8 black king | a8 black rook · f8 black rook · g8 black king | a8 black rook · f8 black rook · g8 black king | a8 black rook · f8 black rook · g8 black king | 3 |
| 2 | a8 black rook · f8 black rook · g8 black king | a8 black rook · f8 black rook · g8 black king | a8 black rook · f8 black rook · g8 black king | a8 black rook · f8 black rook · g8 black king | a8 black rook · f8 black rook · g8 black king | a8 black rook · f8 black rook · g8 black king | a8 black rook · f8 black rook · g8 black king | a8 black rook · f8 black rook · g8 black king | 2 |
| 1 | a8 black rook · f8 black rook · g8 black king | a8 black rook · f8 black rook · g8 black king | a8 black rook · f8 black rook · g8 black king | a8 black rook · f8 black rook · g8 black king | a8 black rook · f8 black rook · g8 black king | a8 black rook · f8 black rook · g8 black king | a8 black rook · f8 black rook · g8 black king | a8 black rook · f8 black rook · g8 black king | 1 |
|   | a                                             | b                                             | c                                             | d                                             | e                                             | f                                             | g                                             | h                                             |   |

|   | a                                             | b                                             | c                                             | d                                             | e                                             | f                                             | g                                             | h                                             |   |
| 8 | c8 black king · d8 black rook · h8 black rook | c8 black king · d8 black rook · h8 black rook | c8 black king · d8 black rook · h8 black rook | c8 black king · d8 black rook · h8 black rook | c8 black king · d8 black rook · h8 black rook | c8 black king · d8 black rook · h8 black rook | c8 black king · d8 black rook · h8 black rook | c8 black king · d8 black rook · h8 black rook | 8 |
| 7 | c8 black king · d8 black rook · h8 black rook | c8 black king · d8 black rook · h8 black rook | c8 black king · d8 black rook · h8 black rook | c8 black king · d8 black rook · h8 black rook | c8 black king · d8 black rook · h8 black rook | c8 black king · d8 black rook · h8 black rook | c8 black king · d8 black rook · h8 black rook | c8 black king · d8 black rook · h8 black rook | 7 |
| 6 | c8 black king · d8 black rook · h8 black rook | c8 black king · d8 black rook · h8 black rook | c8 black king · d8 black rook · h8 black rook | c8 black king · d8 black rook · h8 black rook | c8 black king · d8 black rook · h8 black rook | c8 black king · d8 black rook · h8 black rook | c8 black king · d8 black rook · h8 black rook | c8 black king · d8 black rook · h8 black rook | 6 |
| 5 | c8 black king · d8 black rook · h8 black rook | c8 black king · d8 black rook · h8 black rook | c8 black king · d8 black rook · h8 black rook | c8 black king · d8 black rook · h8 black rook | c8 black king · d8 black rook · h8 black rook | c8 black king · d8 black rook · h8 black rook | c8 black king · d8 black rook · h8 black rook | c8 black king · d8 black rook · h8 black rook | 5 |
| 4 | c8 black king · d8 black rook · h8 black rook | c8 black king · d8 black rook · h8 black rook | c8 black king · d8 black rook · h8 black rook | c8 black king · d8 black rook · h8 black rook | c8 black king · d8 black rook · h8 black rook | c8 black king · d8 black rook · h8 black rook | c8 black king · d8 black rook · h8 black rook | c8 black king · d8 black rook · h8 black rook | 4 |
| 3 | c8 black king · d8 black rook · h8 black rook | c8 black king · d8 black rook · h8 black rook | c8 black king · d8 black rook · h8 black rook | c8 black king · d8 black rook · h8 black rook | c8 black king · d8 black rook · h8 black rook | c8 black king · d8 black rook · h8 black rook | c8 black king · d8 black rook · h8 black rook | c8 black king · d8 black rook · h8 black rook | 3 |
| 2 | c8 black king · d8 black rook · h8 black rook | c8 black king · d8 black rook · h8 black rook | c8 black king · d8 black rook · h8 black rook | c8 black king · d8 black rook · h8 black rook | c8 black king · d8 black rook · h8 black rook | c8 black king · d8 black rook · h8 black rook | c8 black king · d8 black rook · h8 black rook | c8 black king · d8 black rook · h8 black rook | 2 |
| 1 | c8 black king · d8 black rook · h8 black rook | c8 black king · d8 black rook · h8 black rook | c8 black king · d8 black rook · h8 black rook | c8 black king · d8 black rook · h8 black rook | c8 black king · d8 black rook · h8 black rook | c8 black king · d8 black rook · h8 black rook | c8 black king · d8 black rook · h8 black rook | c8 black king · d8 black rook · h8 black rook | 1 |
|   | a                                             | b                                             | c                                             | d                                             | e                                             | f                                             | g                                             | h                                             |   |

Rocada este o mutare specială la șah, făcută de rege și de unul dintre turnuri. Rocada constă în mutarea regelui două câmpuri spre turn și mutarea turnului pe câmpul peste care a sărit regele.
Rocada este o inovație europeană relativ recentă în șah, apărând cu aproximativ șase secole în urmă. Variantele asiatice ale șahului nu au această mutare.
Rocada poate fi efectuată numai dacă toate condițiile următoare sunt îndeplinite:
1. Regele nu a mai fost mutat de la începutul jocului;
2. Turnul folosit în rocadă nu a mai fost mutat de la începutul jocului;
3. Nici o piesă nu se află între rege și turn;
4. Regele nu este în șah, câmpul peste care sare regele nu este amenințat de vreo piesă adversă, și nici câmpul pe care mută regele nu este amenințat. (Ultima parte a acestei reguli este de fapt o parte a regulii conform căreia regele nu poate fi mutat în șah.)

De multe ori se crede că aceste condiții în care se poate face rocada sunt și mai restrictive decât în realitate. Pentru a îndepărta orice îndoială, includem aici:
1. Regele poate să fi fost în șah mai devreme în timpul partidei, important este să nu fie în șah la momentul rocadei;
2. Turnul poate fi amenințat de o piesă adversă atunci când se efectuează rocada;
3. Turnul poate trece peste un câmp amenințat de o piesă adversă.

Rocada mică (pe partea regelui) se notează cu 0-0, iar rocada mare (pe partea damei) se notează cu 0-0-0. Se întâmplă deseori ca amândoi jucătorii să facă rocada mică, dar este mai puțin obișnuit ca amândoi jucătorii să facă rocada mare. Când un jucător face rocada mică și celălalt rocada mare, jocul devine foarte crâncen datorită faptului că pionii fiecărui jucător pot avansa și ataca regele advers fără să lase propriul rege descoperit.
Rocada mică asigură în general ceva mai multă securitate, pentru că regele este mutat mai aproape de marginea tablei și toți pionii din fața sa sunt apărați. La rocada mare, regele este mutat mai aproape de centru, iar pionul de pe coloana a rămâne neapărat; desigur, regele poate fi mutat pe coloana b ca să apere pionul respectiv și să se îndepărteze de centru. Pe de altă parte, rocada mare este mai eficientă din punct de vedere al turnului, care ajunge pe coloana d, unde în general devine activ imediat, pe când după rocada mică poate să fie nevoie de încă o mutare pentru a aduce turnul pe un câmp mai ofensiv. O altă diferență dintre rocada mică și cea mare este aceea că pentru a o face pe cea mare, dama trebuie mutată; astfel, este posibil să dureze mai mult timp până când rocada mare poate fi făcută.
Rocada este un scop important în partea de început a jocului, pentru că este utilă din două puncte de vedere: mută regele mai la adăpost, departe de centrul tablei, și aduce turnul într-o poziție centrală mai activă. Dacă regele este forțat să mute înainte să poată face rocada, jucătorul poate totuși să mute regele spre marginea tablei și să aducă turnul în centru, folosind mutările obișnuite ale pieselor respective. Această manevră poate dura trei-patru mutări și se numește rocadă artificială.